# Ardegão (Fafe)
Ardegão ist ein Ort und eine ehemalige Gemeinde (Freguesia) im Norden Portugals.
Ardegão gehört zum Kreis Fafe im Distrikt Braga. Die Gemeinde hatte eine Fläche von 2,2 km² und 301 Einwohner (Stand 30. Juni 2011).
Am 29. September 2013 wurden die Gemeinden Ardegão, Arnozela und Seidões zur neuen Gemeinde União das Freguesias de Ardegão, Arnozela e Seidões zusammengeschlossen.

## Weblinks

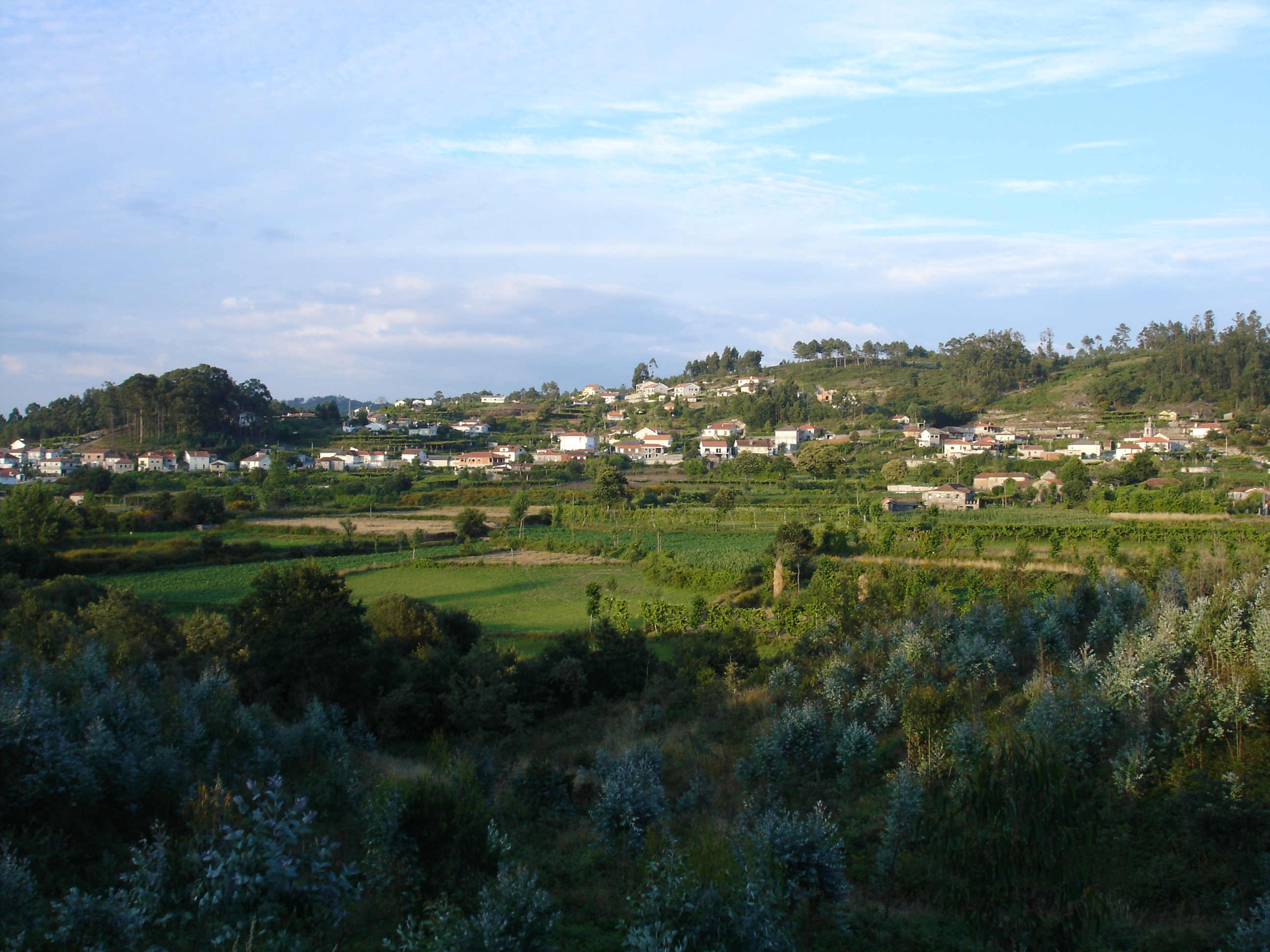
Ardegão